# Корда, Василий Егорович
Василий Егорович Корда (27 июля 1918, Славяносербский район — 27 марта 1944, Николаев) — Герой Советского Союза, командир пулемётного взвода 384-го отдельного батальона морской пехоты Одесской военно-морской базы Черноморского флота, младший лейтенант.

## Биография
Родился 27 июля 1918 года в селе Весёлая Гора Славяносербского района Луганской области в семье крестьянина. Украинец. Окончил 8 классов, школу ФЗУ. Работал токарем на Ворошиловградском паровозостроительном заводе.
В Военно-Морском флоте с 1938 года. Службу начал на Черноморском флоте в бригаде торпедных катеров. Был сигнальщиком, а перед Великой Отечественной войной — боцманом торпедного катера.
К концу 1941 года стал командиром отделения сигнальщиков плавбазы 1-й бригады торпедных катеров «Белосток». Участвовал в обороне Севастополя. Член КПСС с 1942 года. После окончания в 1943 году курсов подготовки и усовершенствования командного состава Черноморского флота ему было присвоено звание младшего лейтенанта.
В августе 1943 года В. Е. Корда прибыл на должность командира пулемётного взвода в 384-й отдельный батальон морской пехоты Черноморского флота. В сентябре 1943 года он командовал стрелковой ротой, высадившейся в районе села Мелекино в составе десантного отряда под командованием капитан-лейтенанта В. Немченко.
Осенью 1943 года участвовал в десантных операциях в города Азовского побережья: Таганрог, Мариуполь и Осипенко (ныне Бердянск). За отличие в этих боях был награждён орденом Красного Знамени и медалью «За отвагу». Затем были бои на Кинбурнской косе, освобождение посёлков Херсонской области Александровка, Богоявленское (ныне Октябрьский) и Широкая Балка.

## Подвиг
Во второй половине марта 1944 года войска 28-й армии начали бои по освобождению города Николаева. Чтобы облегчить фронтальный удар наступающих, было решено высадить в порт Николаев десант. Из состава 384-го отдельного батальона морской пехоты выделили группу десантников под командованием старшего лейтенанта Константина Ольшанского. В неё вошли 55 моряков, 2 связиста из штаба армии и 10 сапёров. Проводником пошёл местный рыбак Андреев. Младший лейтенант Корда был назначен командиром одной из боевых групп.
Двое суток отряд вёл кровопролитные бои, отбил 18 ожесточённых атак противника, уничтожив при этом до 700 солдат и офицеров врага. Во время последней атаки фашисты применили танки-огнемёты и отравляющие вещества. Но ничто не смогло сломить сопротивление десантников, принудить их сложить оружие. Они с честью выполнили боевую задачу.
28 марта 1944 года советские войска освободили Николаев. Когда наступающие ворвались в порт, им предстала картина происшедшего здесь побоища: разрушенные снарядами обгорелые здания, более 700 трупов фашистских солдат и офицеров валялись кругом, смрадно чадило пожарище. Из развалин конторы порта вышло 6 уцелевших, едва державшихся на ногах десантников, ещё 2-х отправили в госпиталь. В развалинах конторы нашли ещё четверых живых десантников, которые скончались от ран в этот же день. Пали все офицеры, старшины, сержанты и многие краснофлотцы. Погиб и младший лейтенант В. Е. Корда.

## Память
Похоронен в братской могиле в городе Николаев в сквере 68-ми десантников.
Весть об их подвиге разнеслась по всей армии, по всей стране. Верховный Главнокомандующий приказал всех участников десанта представить к званию Героя Советского Союза.
Указом Президиума Верховного Совета СССР от 20 апреля 1945 года за образцовое выполнение боевых заданий командования на фронте борьбы с немецкими захватчиками и проявленные при этом отвагу и геройство младшему лейтенанту Корде Василию Егоровичу было присвоено звание Героя Советского Союза (посмертно).
Награждён орденами Ленина, Красного Знамени, медалью «За отвагу».
Их именем названа улица города, открыт Народный музей боевой славы моряков-десантников. В Николаеве в сквере имени 68-ми десантников установлен памятник. В посёлке Октябрьском на берегу Бугского лимана, откуда уходили на задание десантники, установлена мемориальная гранитная глыба с памятной надписью.
Одна из улиц села Весёлая Гора названа именем Героя.